# Анфестерія склеп
Анфесте́рія склеп — археологічна пам'ятка I століття н. е. на північному схилі гори Мітридат в Керчі. Належить до споруд з плоским склепінням камери. Відкритий у 1877 році.
Свою назву отримав за написом над поховальною нішею:

Анфестерій, син Гегесіппа, він же Ктесамен.

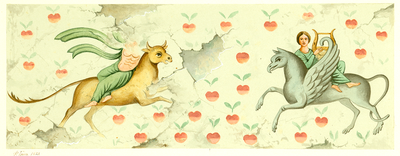
Замальовка Федора Гросса.

У замальовках художника Федіра Ґросса зберігся розпис склепу. Він являв собою поєднання силуетних і графічних сюжетних зображень. Основний сюжет, вміщений у західному люнеті, відображав сцену загробного виїзду небіжчика з використанням традиційних для поховальних пам'ятників елементів (постать жінки у кріслі в ієратичній позі, загробна трапеза).